# Arces-Dilo
Arces-Dilo é uma comuna francesa na região administrativa de Borgonha-Franco-Condado, no departamento de Yonne. Estende-se por uma área de 27 km². Em 2010 a comuna tinha 616 habitantes (densidade: 22,8 hab./km²).